# Agence matrimoniale Aurora
Pour plus de détails, voir Fiche technique et Distribution.
Agence matrimoniale Aurora (Eheinstitut Aurora) est un film allemand réalisé par Wolfgang Schleif sorti en 1962.
Il s'agit d'une adaptation du roman Hörzu (de) d'Eduard Rhein (de).

## Synopsis
Eva Horn est condamnée à 15 ans de prison dans le cadre d'un procès circonstanciel pour l'empoisonnement de son mari, le banquier Lewandowski, qu'elle n'a pas commis. Au bout de cinq ans, à l'instigation de son avocat, Me Burgmüller, qui est toujours convaincu de l'innocence de sa cliente, lui a fait accorder pour la première fois une semaine de congé de prison. Eva utilise cette liberté, soutenue par Burgmüller, pour trouver le vrai coupable. Une piste brûlante mène à l'agence matrimoniale Aurora, dirigée par une mystérieuse baronne. Dans cette atmosphère, Eva rencontre le charmeur nonchalant, mais aussi quelque peu inutile Christinow Tomkin, que la baronne considère comme l'appât de son institut pour les dames de la haute société intéressées.
Eva suit immédiatement les talons de Tomkin. Bientôt, les deux adversaires commencent à ressentir quelque chose l'un pour l'autre. Pendant ce temps, la mystérieuse baronne, qui est en fait tout sauf aristocratique et dont le vrai nom est "Kutschke", tente de plus en plus de récolter beaucoup d'argent avec son institut douteux, car elle doit nourrir son vaurien de fils, Friedrich. Il gaspille le revenu de la mère de préférence dans les tripots. Après de nombreux allers-retours, Burgmüller est identifié comme le véritable auteur en la personne du beau-frère d'Eva, Arnold Lewandowski. La jeune femme n'a plus à retourner au centre de détention et est libre pour son Christinow.

## Fiche technique
- Titre original : Agence matrimoniale Aurora[2]
- Titre français : Eheinstitut Aurora
- Réalisation : Wolfgang Schleif
- Scénario : Walter Forster (de)
- Musique : Peter Sandloff
- Direction artistique : Albrecht Hennings, Ellen Schmidt (de), Mathias Matthies (de)
- Photographie : Friedl Behn-Grund
- Montage : Ira Oberberg
- Production : Kurt Ulrich
- Société de production : Kurt Ulrich Filmproduktion
- Société de distribution : Nora-Filmverleih
- Pays d'origine :  Allemagne de l'Ouest
- Langue : allemand
- Format : Noir et blanc - 1,66:1 - Mono - 35 mm
- Genre : Thriller
- Durée : 144 minutes
- Dates de sortie :
  -  Allemagne de l'Ouest : 18 janvier 1962.
  -  Autriche : 1er mars 1962.
  -  France : 13 mars 1964[2].
  -  État espagnol : 22 mai 1964.

## Distribution
- Eva Bartok (doublée par Gisela Trowe) : Eva Horn
- Hans Nielsen : Me Burgmüller, l'avocat d'Eva
- Elisabeth Flickenschildt : « Baronne » Hortense von Padula
- Carlos Thompson : Christinow Tomkin
- Claus Holm : Arnold Lewandowski, le beau-frère d'Eva
- Rainer Brandt : Friedrich, la fils de la baronne
- Ina Duscha : Lore Karmann
- Rudolf Vogel : le comte Hohenberg
- Ljuba Welitsch : Mrs Pearl
- Albert Bessler : Charles, le majordome
- Ruth Nimbach (de) : Mlle Stadlmeier
- Walter Gross : M. Bolwieser
- Carsta Löck : Zenzi, la femme de chambre

## Crédit d'auteurs
- (de) Cet article est partiellement ou en totalité issu de l’article de Wikipédia en allemand intitulé « Eheinstitut Aurora » (voir la liste des auteurs).